# Ganskiy (månekrater)
Ganskiy (også kaldet Ganskij, Hanskiy eller Hanskij) er et nedslagskrater på Månen. Det befinder sig på den nordlige halvkugle på Månens bagside og er opkaldt efter den russiske astronom Aleksey P. Ganskiy (1870 – 1908).
Navnet blev officielt tildelt af den Internationale Astronomiske Union (IAU) i 1970. 

## Omgivelser
Ganskiykrateret ligger sydøst for det store bassin Hirayama. 

## Karakteristika
Ganskiys kraterrand er næsten cirkulær, men giver et let hexagonalt indtryk. Der er nogen nedslidning af den, især mod sydvest hvor et par småkratere ligger lige ved kanten.De indre kratervægge er uden særlig interesse, og kraterbunden er forholdsvis jævn med en let forhøjning syd for kratermidten. Der ligger et lille krater nær indersiden af den vestlige kratervæg.

## Satellitkratere
De kratere, som kaldes satellitter, er små kratere beliggende i eller nær hovedkrateret. Deres dannelse er sædvanligvis sket uafhængigt af dette, men de får samme navn som hovedkrateret med tilføjelse af et stort bogstav. På kort over Månen er det en konvention at identificere dem ved at placere dette bogstav på den side af satellitkraterets midte, som ligger nærmest hovedkrateret. Ganskiykrateret har følgende satellitkratere:
| Ganskiy | Længde  | Bredde  | Diameter |
| ------- | ------- | ------- | -------- |
| F       | 9,6° S  | 99,0° Ø | 9 km     |
| H       | 10,7° S | 99,7° Ø | 21 km    |
| K       | 12,5° S | 98,4° Ø | 13 km    |
| M       | 12,0° S | 97,1° Ø | 14 km    |
| S       | 10,2° S | 94,7° Ø | 22 km    |

## Måneatlas
- Billeder af Hanskiykrateret i LPI-måneatlasset
- USGS-kort